# 1971 SX3
1971 SX3 är en asteroid i huvudbältet som upptäcktes den 26 september 1971 av den chilenske astronomen Carlos R. Torres vid Cerro El Roble Station.
Asteroiden har en diameter på ungefär 9 kilometer och den tillhör asteroidgruppen Eunomia.